# Ана Лалић Хегедиш
Ана Лалић Хегедиш (Ваљево) јесте српска новинарка.

## Биографија
Према неким изворима, Лалић је рођена у хрватској породици.
Преко двадесет година се бави новинарством. Она је од октобра 2023. године извршна директорка Независног друштва новинара Војводине.
Током пандемије коронавируса је ухапшена и оптужена за узнемиравање јавности поводом свог писања о недостатку медицинске опреме. Тужилаштво је касније одбацило оптужницу.
Лалић је марта 2024. била гост на трибини организнованој у Дубровнику под називом „У раљама национализма”. Она је том приликом изјавила: „Ми у Војводини готово свакодневно доживљавамо извесно досрбљавање. Цркве нам ничу у сваком кварту, и то не у стилу православног барока који је карактеристичан за Војводину, него у византијском стилу. Војводина јесте још увек мултиетничка, али врши се демографски инжињеринг, Република Српска има своју Републику Српску у Војводини”.
Након ове и других њених изјава, прећено јој је смрћу и протеривањем. Раније је била оптуживана да ради за хрватску обавештајну службу.
Присталице власти и присутне на великом сретењском скупу у Сремској Митровици фебруара 2025. описала је са: Људи који бауљају у сопственом смећу у непознатом граду, врше нужду где се затекну, безубим устима гризу сендвиче, стискају неке кесе у рукама … У истом тексту објављеном на Autonomija.info изразила се негативно о скупу у Митровици и политици Александра Вучића.
Залаже се за секуларну и грађанску Србију.
Освојила је Награду за слободу говора Deutsche Welle, новинарску награду Фондације „Катарина Прерадовић” и проглашена је и за хероину извештавања Репортера без граница 2020. године.